# مورتون فاین
مورتون فاین (انگلیسی: Morton Fine؛ ۲۴ دسامبر ۱۹۱۶ – ۷ مارس ۱۹۹۱) یک فیلم‌نامه‌نویس اهل ایالات متحده آمریکا بود.
او دانش‌آموختهٔ کالج سینت جان و دانشگاه پیتسبرگ بود.
از فیلم‌ها یا مجموعه‌های تلویزیونی که وی در آن‌ها نقش داشته است می‌توان به گروبردار و ویرجینیایی اشاره نمود.
مورتون بابت نگارش فیلم‌نامهٔ گروبردار، به همراه «دیوید فریدکین» در سال ۱۹۶۵ میلادی، برندهٔ «جایزهٔ انجمن نویسندگان آمریکا» شدند.